# Paralia apo Chrysοskalitissa mechri akrotiriο Krios
Paralia apo Chrysοskalitissa mechri akrotiriο Krios este o arie protejată (arie specială de conservare — SAC, sit de importanță comunitară — SCI) din Grecia întinsă pe o suprafață de 2.253,28 ha, integral pe uscat.

## Localizare
Centrul sitului Paralia apo Chrysοskalitissa mechri akrotiriο Krios este situat la coordonatele 35°16′50″N 23°32′51″E / 35.280424°N 23.547562°E.

## Înființare
Situl Paralia apo Chrysοskalitissa mechri akrotiriο Krios a fost declarat sit de importanță comunitară în aprilie 1997 pentru a proteja 3 specii de plante. Situl a fost protejat și ca arie specială de conservare în martie 2011.

## Biodiversitate
Situată în ecoregiunile marină mediteraneană și mediteraneană, aria protejată conține 18 habitate naturale: Bancuri de nisip acoperite în permanență slab de apă marină, Recifuri, Faleze cu vegetație de Limonium spp. endemic de pe coastele mediteraneene, Salicornia și alte specii anuale care populează regiunile mlăștinoase și nisipoase, Dune mobile de-a lungul țărmului cu Ammophila arenaria („dune albe”), Dune cu vegetație ierboasă Malcolmietalia, Dune de coastă cu Juniperus spp., Dune cu tufărișuri sclerofile Cisto-Lavenduletalia, Iazuri temporare mediteraneene, Matorral arborescenți cu Juniperus spp., Sarcopoterium spinosum phryganas, Pseudostepă cu ierburi și specii anuale de Thero-Brachypodietea, Pajiști umede mediteraneene cu ierburi înalte de Molinio-Holoschoenion, Pante stâncoase calcaroase cu vegetație casmofită, Galerii și tufărișuri riverane sudice (Nerio-Tamaricetea și Securinegion tinctoriae), Păduri de Olea și Ceratonia, Plantații de palmieri Phoenix, Păduri de pin mediteraneene cu pini mezogeni endemici.
La baza desemnării sitului se află mai multe specii protejate de  plante (3): Androcymbium rechingeri, Crepis pusilla, Phoenix theophrasti.
Pe lângă speciile protejate, pe teritoriul sitului au mai fost identificate 9 specii de plante, 1 specie de mamifere, 1 specie de nevertebrate.